# Mark Boninsegna
Mark Boninsegna (Berkel en Rodenrijs, 4 september 1976), geboren als Mark van den Bulk, is een Nederlands dichter. Hij richt zich in zijn werk veelvuldig op voetbalclub Feyenoord en is huisdichter van het Feyenoordmagazine Hand in Hand. Tevens was hij de eerste gemeentedichter van Lansingerland.

## Carrière
Zijn eerste twee bundels bracht Boninsegna uit via self publishing uitgeverijen. Fifty Fifty is een Engelstalige dichtbundel waarin de Amerikaanse dichter Todd Rodriguez en Boninsegna samen vijftig gedichten voor hun rekening namen. In 2017 is de bundel Plakkaatburgers, waarin hij samenwerkt met kunstenaar Ad Schouten, uitgekomen. Het was de een-na-laatste kunstuiting van Ad Schouten, die in 2017 overleed. Boninsegna's officiële debuut, Levensinkt, kwam in 2018 uit bij uitgeverij Douane.
In juni 2021 begon Boninsegna samen met Daniël Dee de tweewekelijkse podcast, de De Rotterdamse School en aanverwante zaken. Nadat Dee in 2023 stopte met de podcast, heeft Peer Hommel in mei 2024 de plaats van Dee overgenomen. 
Boninsegna schrijft of heeft o.a. geschreven voor Gers! Magazine, De Havenloods, VICE Sports en Noisey.
In 2022 bracht Boninsegna in eigen beheer zijn eerste solowerk uit 2001 opnieuw uit. Later dat jaar kwamen ook in eigen beheer het album De Hemel Voor Ongelovigen en de single Hartinfarct uit.

## Persoonlijk
Boninsegna heeft de achternaam van zijn vrouw bij huwelijk aangenomen. Zijn geboortenaam is Van den Bulk. 

## Trivia
Boninsegna stond als onderdeel van de Ierse theatergroep Macnas in 1993 vijf maal in het voorprogramma van de Ierse rockband U2. Het gaat om de concerten op 7, 9, 10 en 11 mei in het Feijenoord Stadion, Rotterdam en op 3 augustus in het Goffertpark, Nijmegen.
In 2002 werd Boninsegna gekozen als gemeenteraadslid van de Socialistische Partij in Zoetermeer. Een half jaar later nam hij gedwongen afscheid, omdat hij niet op tijd een woning in Zoetermeer had kunnen vinden.
Voor The Johnny Cash Project maakte Boninsegna een van de vele frames voor de videoclip van het nummer Ain't No Grave van de Amerikaanse countryzanger Johnny Cash. Boninsegna's frame is #1313.

## Discografie

### Albums
- De Hemel Voor Ongelovigen (2022)

### EP's
- Nero (2025)

### Singles
- …And The World Grows Old (2001)
- Miss Sarajevo (2022)
- De Hemel Voor Ongelovigen (2022)
- Vakantiedag In Tirrenia (2022)
- Hartinfarct (2022)
- Barfly, featuring Peer Hommel (2023)
- In Het Niets (2025)